# Quenemo
La ville américaine de Quenemo est située dans le comté d’Osage, dans l’État du Kansas. Elle comptait 388 habitants lors du recensement de 2010.